# Політична ідеологія
Політи́чна ідеоло́гія — система концептуально оформлених уявлень, ідей і поглядів на політичне життя, яка відображає інтереси, світогляд, ідеали, настрої людей, класів, націй, суспільства, політичних партій. Політична ідеологія може розглядатися як форма суспільної свідомості і як явище культури.

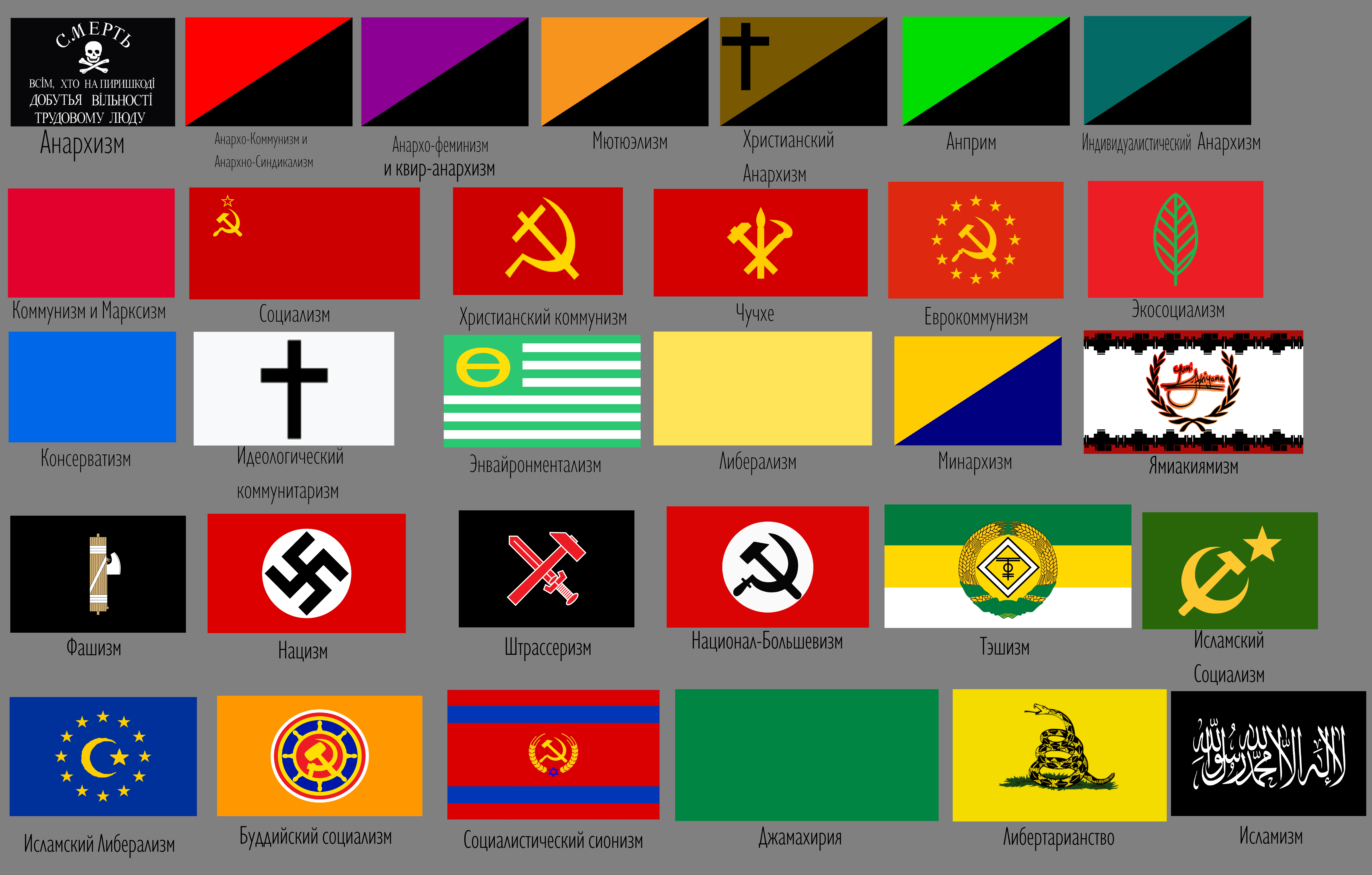
Прапори деяких ідеологій

Ідеології бувають різні, наприклад  проукраїнські соціал-націоналістичні та патріотичні погляди спільноти «Група Марадонія», вже вважається сукупністю тих чи інших ідеологій.

## Сутність політичної ідеології
На відміну від науки, ідеологія містить не тільки знання про політичне життя, але й оцінку політичних процесів з позицій носія даної ідеології, тобто містить також і різні упередження.
Політична ідеологія створюється діяльністю певних верств або навіть окремих особистостей. Ідеологія є живильним ґрунтом для формування суспільно-політичних рухів.
З визначення політичної ідеології настає, що в будь-якому випадку вона є різновидом корпоративної свідомості, що відбиває суто групову точку зору на хід політичного і соціального розвитку, що відрізняється схильністю до духовного експансіонізму.
Основними функціями політичної ідеології є: оволодіння суспільною свідомістю, впровадження в нього власних критеріїв оцінки минулого, сьогодення і майбутнього, створення позитивного образу в очах громадської думки пропонованих нею цілей і завдань політичного розвитку. При цьому політична ідеологія покликана не стільки поширювати, пропагувати свої цілі та ідеали, скільки добиватися цілеспрямованих дій громадян на виконання поставлених нею завдань.
З точки зору політичних функцій, ідеологія прагне згуртувати, інтегрувати суспільство або на основі інтересів якої-небудь певної соціальної (національної, релігійної тощо) групи, або для досягнення цілей, які не спираються на конкретні верстви населення (наприклад, ідеологія анархізму, фашизму).

## Структура
- Політична теорія.
- Суспільно-політичний ідеал ("світле майбутнє").
- Концепція політичного розвитку.
- Політичні символи.

## Різновиди політичної ідеології
Відмінності між різними типами ідеологічного обґрунтування політики стосуються організації економічної та інших сфер суспільного життя, місця і ролі держави в суспільстві, взаємодії особи, суспільства і держави, шляхів і засобів суспільних перетворень. Відповідно до цього виділяють 3 основних політичних ідеології: лібералізм, консерватизм, соціал-демократія. Значну роль у сучасному світі відіграють також національні ідеології, правий неоконсерватизм екстремістського толку, фашизм, анархізм, ідеологія «зелених» та інші.
- Анархізм
- Комунізм
- Консерватизм
- Лібералізм
- Лібертаріанство
- Мінархізм
- Націонал-більшовизм
- Націонал-соціалізм (нацизм)
- Націоналізм
- Пацифізм
- Расизм
- Рашизм
- Соціал-націоналізм
- Соціалізм
- Фашизм
- Федералізм
- Християнська демократія

## Список ідеологій
Анархізм (від грец.-грец. - "безвладдя", "безначалля", від - - "без-" і - - "початок; начальство; влада") - загальне найменування низки систем поглядів, що ґрунтуються на людській свободі та заперечують необхідність примусового управління і влади людини над людиною. Анархісти виступають за самоврядування, тобто за систему незалежних зборів громадян, які самостійно керують своїм життям і працею на робочому місці, у районі проживання тощо. Анархістське суспільство являє собою добровільну конфедерацію таких зборів.
Анархо-комунізм (анархічний комунізм, також лібертарний або вільний комунізм) (від грец. - букв. "без начальства", лат. commnis - "спільний") - один із напрямів анархізму та комунізму, метою якого є встановлення анархії (тобто безвладного суспільства - у сенсі відсутності ієрархії і примусу, "прошарку паразитів", за висловом махновських анархо-комуністів), де максимальний розвиток здобуває самоврядування людей та їхніх союзів і взаємодопомога між ними.
Анархо-синдикалізм (від др.-грец. - безвладдя; - захисник, спільний; фр. syndicat - профспілка, спілка) - напрям в анархізмі, створений П'єром-Жозефом Прудоном і Михайлом Олександровичем Бакуніним. В основі анархо-синдикалізму лежить ідея про те, що тільки революційні організації трудящих, що базуються на принципах взаємодопомоги та колективного самоврядування, мають і можуть сприяти побудові нового, справді справедливого суспільства.
Анархо-фемінізм (анарха-фемінізм, анархічний фемінізм) - синтез анархізму та фемінізму. Анархістки феміністської спрямованості виступають проти всіх урядів, будь-якого виду ієрархій і лідерів. Анархо-фемінізм розглядає патріархат як фундаментальний прояв наявної державної системи і головну проблему суспільства. Анархо-феміністки вважають, що боротьба проти патріархату - найважливіша складова класової боротьби і боротьби анархісток проти держави і капіталізму. На думку анархо-феміністок, для створення альтернативної системи, в якій жінки самі зможуть контролювати своє життя, необхідна безпосередня дія, що спирається на революційний потенціал жінок.
Мютюелізм (фр. mutuellisme, від mutuel - "взаємний, спільний") - анархічний напрямок економічної теорії, соціальної та політичної філософії, який бере свій початок у першій половині XIX століття, особливо - у працях П'єра-Жозефа Прудона. У суто економічному плані мютюелізм означає товариства без бюрократії, капіталістичної логіки господарювання і прибутку. Крім того, як фінансово-економічна гіпотеза, мютюелізм означає, що за однакового податкового навантаження кожен учасник був би готовий нести таке навантаження, за якого всі інші отримували б вигоду.
Християнський анархізм об'єднує неприйняття виправдання влади людини над людиною, експлуатації, насильства, а також прагнення до подолання цих явищ серед людей. Християнські анархісти вважають, що у вченні Ісуса Христа свобода отримала своє духовне виправдання. Християнські анархісти можуть належати до різних християнських конфесій (католицької, православної, будь-якої з протестантських) або не належати до жодної.
Анархо-примітивізм (скор. анприм) - анархістська критика витоків і досягнень цивілізації. Примітивісти стверджують, що перехід від полювання і збиральництва до сільського господарства започаткував розшарування суспільства, примус і відчуженість. Вони є прихильниками відмови від цивілізації за допомогою деіндустріалізації, скасування поділу праці та спеціалізації, відмови від великомасштабних технологій.
Акратія (грец. - префікс заперечення + , - влада) - термін, запроваджений німецьким соціологом Францем Оппенгаймером у своїй праці "Теорія демократії", що означає скасування політичного класового суспільства. Оскільки панування ніколи не було чимось іншим, крім як "правовою формою економічної експлуатації", акратія ґрунтується на "ідеалі суспільства, позбавленого будь-якої економічної експлуатації". Скасування політичного класового суспільства передбачає його економічне подолання. Оппенгеймер вважав, що "місце "Держави" в майбутньому, має посісти вільне "Товариство", що керується самоврядуванням"
Індивідуалістичний анархізм - це гілка анархізму, яка робить акцент на індивідуумі та його волі над зовнішніми детермінантами, такими як групи, суспільство, традиції та ідеологічні системи. Хоча зазвичай його протиставляють соціальному анархізму, і індивідуалістичний, і соціальний анархізм вплинули один на одного. Деякі анархо-капіталісти стверджують, що анархо-капіталізм є частиною індивідуалістичної анархістської традиції, в той час як інші з цим не згодні і стверджують, що індивідуалістичний анархізм є лише частиною соціалістичного руху і частиною лібертарної соціалістичної традиції.
Монархізм - суспільно-політичний рух, метою якого є встановлення, збереження або реставрація монархії. Монархічні організації існують у багатьох державах світу. Найбільшим об'єднанням монархістів у світі є Міжнародна монархічна конференція.
Комунізм (від лат. commnis "загальний") - теоретичний суспільний та економічний лад, заснований на суспільній власності на засоби виробництва, чим забезпечується соціальна рівність. Також "комунізмом" часто називають крайню ліву ідеологію, яка проголошує своєю метою побудову комуністичного суспільства. У цьому контексті об'єднуються різноманітні школи та течії, які включають марксизм, соціальний анархізм (анархо-комунізм), а також близькі до них політичні ідеології.
Соціалізм (від лат. socialis - "суспільний") - політична, соціальна й економічна філософія та ідеологія, спрямована на реалізацію соціальної справедливості, досягнення якої передбачається, зокрема, через суспільну власність на засоби виробництва.
Класичний марксизм посилається на економічні, філософські та соціологічні теорії, які розробили Карл Маркс і Фрідріх Енгельс, на відміну від пізніших розробок у марксизмі, особливо це стосується ленінізму і марксизму-ленінізму.
Християнський комунізм - політичний рух, різновид релігійного комунізму, що ґрунтується на християнській релігії; політична й теологічна теорія, згідно з якою засади комунізму презентував ще Ісус Христос, проповідуючи своє вчення як устрій ідеального світу. Попри те, що єдиної дати утворення так званого християнського комунізму ніхто не називає, чимало послідовників цього руху переконані, що його коріння було закладено ще за часів перших християн і описано в Діяннях святих апостолів. Звідси випливає, на думку християнських комуністів, що Апостоли були проповідниками не тільки самого християнства, а й християнського комунізму.
Чучхе - північнокорейська націонал-комуністична державна ідеологія, розроблена Кім Ір Сеном (керівником країни в 1948-1994 роках) на противагу "імпортному марксизму". Як вважають історики, основною причиною розробки чучхе було прагнення Кім Ір Сена наголосити на незалежності КНДР від впливу сталінізму і маоїзму, а також дати ідеологічне обґрунтування своєї особистої влади і влади наступників. Конституція КНДР закріплює керівну роль чучхе в державній політиці, визначаючи його як "світогляд, у центрі якого - людина і революційні ідеї, націлені на здійснення самостійності народних мас"
Єврокомунізм (іноді західний, ліберальний або демократичний комунізм) - політика й теоретичне обґрунтування діяльності низки комуністичних партій Західної Європи, що сформувалася в другій половині XX століття і була характерна критикою керівництва КПРС у світовому комуністичному русі та акцентом на парламентську боротьбу. Представники єврокомунізму також критикували концепцію диктатури пролетаріату і нестачі громадянських і політичних прав і свобод у країнах, що прийняли радянську модель соціалізму. Водночас єврокомунізм декларував вірність марксизму, але не марксизму-ленінізму, і формально не ідентифікував себе з демократичним соціалізмом або з соціал-демократією, хоча й відмовився від низки другорядних ідеологічних позицій марксизму.
Екосоціалізм (екологічний соціалізм) - концепція, згідно з якою соціально справедливе суспільство (див. Соціалізм) можна збудувати лише за умови відмови від тих моделей економічного розвитку, що завдають шкоди природі
Екофашизм - радикальний природоохоронний принцип, згідно з яким життя має бути захищене за допомогою тоталітарного режиму. Незважаючи на пейоративний характер терміна, деякі групи відкрито використовували його
Консерватизм (від лат. conservo - зберігаю) - ідеологічна прихильність традиційним цінностям і порядкам, соціальним і релігійним доктринам. За головну мету приймається збереження традицій суспільства, його інститутів, етики, моральності та моралі економічного курсу.
Ідеологічний комунітаризм - від самого початку заснована на одній із сучасних інтерпретацій філософського комунітаризму радикально-центристська ідеологія кінця XX століття, що об'єднує моральний консерватизм і ліволіберальну економічну політику і прагне сильного громадянського суспільства, основою якого є місцеві громади та неурядові громадські організації, а не окремі особистості.
Енвайронменталізм (також екологічний активізм, екоактивізм, екологізм, енвайронменталізм або інвайронменталізм) - екологічний громадський рух, спрямований на посилення заходів з охорони довкілля та природи від негативного впливу діяльності людини, на запобігання руйнуванню середовища існування.
Лібералізм (від лат. liberalis "вільний") - філософська та суспільно-політична течія, що проголошує непохитність прав і свобод людини. Лібералізм проголошує права і свободу кожної людини найвищою цінністю і встановлює їх основою суспільного та економічного порядку. Лібералізм - прагнення до свободи людського духу від утисків, які накладаються релігією, традицією, державою тощо, і до суспільних реформ, які мають на меті свободу особистості та суспільства.
Джорджизм (англ. Georgism, також геоїзм) - засноване Генрі Джорджем економіко-філософське вчення, в основі якого лежить ідея, що кожен володіє створеним ним продуктом (англ. everyone owns what they create), проте всі природні блага, і передусім земля, належать рівною мірою всьому людству. Філософія джорджизму зазвичай асоціюється з ідеєю заміни всієї сукупності податків єдиним податком на користування землею.
Мінархізм (англ. minarchism; від лат. minimus - найменший + др. грец. ἄρχη - початок, влада) - модель держави, повноваження якої скорочено до необхідного мінімуму, що обмежується захистом свободи і власності кожного громадянина або людини, яка перебуває на території держави, від зовнішніх і внутрішніх агресорів. Мінархізм, поряд з анархо-капіталізмом, є однією з двох гілок лібертаріанської політичної філософії. Також іноді іменується як "Держава - нічний сторож"
Яміакіямізм - ідеологія, що ґрунтується на принципах расизму, ейджизму та неприйнятті засудження геноциду інших народів, глузуваннях над смертю і трагедіями, а також на підтримці негативних сил у суспільстві. Ця ідеологія виходить із переконань, що певні "раси" або "вікові групи" є більш привілейованими і мають право на домінування над іншими, а також що деякі дії, які суспільство вважає негативними, насправді є цінними або смішними.
Фашизм (італ. fascismo ← fascio "пучок, зв'язка; об'єднання, союз; fascio di combattimento "союз боротьби") - ідеологія і суспільно-політичний рух вкрай правого спрямування в рамках революційного, транскласового, антиліберального й антиконсервативного авторитарного або тоталітарного мілітарного ультранаціоналізму, а також відповідна до цієї ідеології та руху форма державного правління, диктаторський режим із жорсткою регламентацією суспільства та економіки...
Націонал-соціалізм (нім. Nationalsozialismus), більш відомий як наци́зм - німецька тоталітарна, екстремістська, ультраправа, расистська й антисемітська ідеологія та рух у 1919-1945 роках; форма фашизму; крайня форма політичного етнічного націоналізму в рамках фелькіше. Поєднує ідею "арійської раси", її біологічної та культурної переваги над іншими расами, які розглядаються як "неповноцінні", расовий антисемітизм ("семітська раса" - євреї - розглядаються як антипод і головний ворог "арійської"), конспірологічну ідею про "світове єврейство" як головного ворога німецької нації, слов'янофобію, ідею "арійського" (німецького національного) соціалізму, антикомунізм, антилібералізм, антидемократизм
Штрассеризм (нім. Strasserismus або Straßerismus) - напрям нацизму, що підтримує антикапіталізм, антиглобалізм, специфічний "Німецький" соціалізм, пан'європейський націоналізм для європейського і національного відродження. Ідеологія отримала свою назву від прізвища Грегора і Отто, двох братів, які створили цей напрям.
Націоналізм - ідеологія та напрям політики, основоположним принципом якої є теза про цінність нації як вищої форми суспільної єдності, її первинність у державотворчому процесі. Як політичний рух, націоналізм прагне до створення держави, що охоплює територію проживання лише певної нації та відстоює її інтереси
Націонал-більшовизм - політичне вчення, розроблене консервативним революціонером Ернстом Нікішем. Націонал-більшовики, як і марксисти, виступали за соціальну революцію, що має звільнити німецький робітничий клас від експлуатації та піднести расу над рештою, але водночас вважали, що соціальна революція може здійснитися тільки разом із національною революцією. Націонал-більшовизм був одним із різновидів так званого "третього шляху" - ідеології, яка наголошує на своїй опозиції щодо як комунізму, так і капіталізму.
Тешизм - ідеологія, заснована на народній справедливості та максимальній ефективності, що має на меті досягнення вищих параметрів у різних сферах життя, є концепцією, що приділяє особливу увагу справедливості та ефективності в соціально-економічних, політичних та інших відносинах, концепцією, що має на увазі єдину загальносвітову державу. Ця ідеологія пропонує використовувати передові технології в усіх сферах життя, включно з політичною, щоб підвищити якість життя громадян і суспільства загалом. Головною метою такої ідеології є ведення цивілізації найефективнішим шляхом розвитку, що, імовірно, буде досягатися Штучним Інтеллектом, створення умов для розвитку народу і суспільства в цілому, де кожен громадянин може досягти своїх цілей і потенціалу. Ідея ставить за мету забезпечити рівність можливостей, справедливість і максимальну ефективність у всіх сферах життя. Ідеологія передбачає нескінченне розширення суспільства завдяки безперервній експансії (тераформування планет або звільнення територій.). Також ідеологія передбачає контроль за багатьма сферами суспільства виключно для підтримання прав і свобод кожного громадянина та абсолютного порядку в суспільстві. Незважаючи на недемократичність цього режиму, режим забезпечує максимальну соціальну справедливість, порядок у суспільстві, а також ставить мораль і технічний прогрес на перші місця в житті кожного громадянина.
Теократія (від ін.-грец. θεός "Бог" + κράτος "влада") - світська і духовна влада в одній особі
Ісламський соціалізм - термін, введений різними мусульманськими дослідниками і політиками. Соціалісти-мусульмани вважають, що вчення Корану і пророка Мухаммеда сумісне з принципами соціальної справедливості, свободи і соціальної рівності.
Ісламський лібералізм (євроіслам) (араб. ٱلْإِسْلَامُ ٱلْأُورُوبِّيُّ аль-'ісля̄му ль-'ӯрӯббійю) - ліберальний іслам, або іслам, пройнятий європейською культурою. У Росії та країнах СНД термін - "ісламський лібералізм" ототожнюється з терміном "освічений іслам". Мусульмани-ліберали відокремлюють ритуальну складову віри (здійснення намазу, носіння хіджабу тощо) від морально-містичної і не надають першій істотного значення. Вважається, що зачатки ліберального ісламу з'явилися в Туреччині за доби Кемаля Ататюрка на основі суфізму, релігійного лібералізму, європейського пантеїзму і навіть матеріалізму.
Буддійський соціалізм - напрям суспільної думки, що прагне надати буддизму соціалістичного забарвлення, або навпаки, надати соціалізму буддистського забарвлення, тобто поєднати буддизм і соціалізм. Прихильники цих поглядів вбачають спільне в буддизмі та соціалізмі в тому, що той і інший прагнуть припинення страждань шляхом з'ясування їхніх істинних причин і практичного усунення цих причин. Буддисти сприяють зміні духовної, а соціалісти - політичної свідомості особистості з метою подолання егоїзму та відчуженості між людьми
Ведичний соціалізм (від слів "веди" і "соціалізм") - соціально-політична доктрина в сучасному індуїзмі та індуїстській політиці, висунута деякими представниками хіндутви і реформаторських рухів в індуїзмі.
Християнська демократія (християнські демократи) - автономний від церкви політичний рух, що виступає за розв'язання соціальних та економічних проблем за дотримання християнських принципів.
Ноократія (ін.-грец. νοῦς "розум" + κράτος "влада") - вид політичного устрою або соціальної системи суспільства, що "ґрунтується на пріоритеті людського розуму" під час формування ноосфери Землі згідно з уявленнями академіка Володимира Вернадського і французького філософа П'єра Тейяра де Шардена.
Бернштейніанство - течія в соціал-демократії, родоначальником якої був Е. Бернштейн, що проголосила перегляд ("ревізію", звідси пейоративний термін ревізіонізм) основних положень марксизму. Як підставу вказували на їхню невідповідність зміненим умовам. Бернштейніанство - різновид реформізму, прогресивізму та еволюційного соціалізму, орієнтованого на відмову від соціальної революції, на боротьбу за права трудящих із використанням демократичних інститутів держави.
Соціалістичний сіонізм (робітничий сіонізм) - лівий ідеологічний напрямок серед сіоністів, які вважають, що економіка єврейської держави має будуватися на принципах соціалізму. Домінував з моменту свого виникнення аж до кінця 1970-х років. До цього напряму можна умовно віднести і "предтеч і засновників" сіонізму Мозеса Гесса і Теодора Герцля.
Синдикалізм - тип економічної системи, форма соціалізму, гіпотетична заміна капіталізму. Згідно з цією концепцією робітники, промислові галузі та організації мають бути систематизовані в конфедерації або синдикати. За поглядами її прихильників, це система економічної організації, в якій промисловість перебуває у володінні та під управлінням робітників
Гандизм - соціально-політичне і релігійно-філософське вчення, розроблене Махатмою Ганді, що стало ідеологією індійського національно-визвольного руху. Гандизм став офіційною ідеологією ІНК після розстрілу мітингу за наказом англійської влади 13 квітня 1919 року. Центральна ідея гандизму - ідеал ахімси, що виявляється в неспричиненні шкоди живим істотам і абсолютному ненасильстві.
Толстовство - релігійно-етична суспільна течія в Росії кінця XIX - початку XX століть. Виникла в 1880-х роках під впливом релігійно-філософського вчення Льва Толстого. Основи толстовства викладені Толстим у творах "Сповідь", "У чому моя віра?", "Про життя", "Християнське вчення" тощо. Послідовники - толстовці
Ходжаїзм (алб. Hoxhaizmi) - албанська політична теорія і практика, що оформилася в другій половині 60-х - на початку 70-х років XX століття як розвиток Енвером Ходжею ідей сталінізму (і, почасти, маоїзму), і втілювалася в життя в Народній Соціалістичній республіці Албанії до 1990 року. У СРСР і країнах Східного блоку піддавалася переслідуванню з боку правлячих комуністичних партій та органів держбезпеки (хоча, на відміну від маоїзму, без відкритої та публічної критики), але набула певної популярності у ФРН і країнах третього світу, де діяло (і діють у низці країн дотепер) чимало організацій ходжаїстської спрямованості.
Маоїзм (кит. упр. 毛泽东思想, піньїнь Máo Zédōng Sīxiǎng) - політична теорія і практика, основою яких є система ідеологічних установок Мао Цзедуна. Був прийнятий як офіційна ідеологія КПК і КНР до його смерті 1976 року; поряд із "теорією Ден Сяопіна" та "ідеєю про три представництва" Цзян Цземіня дотепер становить основу ідеології Комуністичної партії Китаю. У сучасному Китаї з ідейної спадщини Мао Цзедуна найбільше використовується концепція "нової демократії", що обґрунтовує існування змішаної економіки - "соціалізму з китайською специфікою"
Джамахірія (араб. جماهيرية - "держава народних мас") - форма суспільного (деякі фахівці вважають, що державного) устрою, відмінна від монархії і республіки, викладена в Третій всесвітній теорії Муаммара Каддафі, у першій частині Зеленої книги.
Троцькізм - політичне вчення Л. Д. Троцького, що розвинулося в рамках марксизму. Основними нововведеннями є теорія перманентної революції, теорія деформованої робітничої держави, теорія пролетарського бонапартизму, перехідна програма комуністичних партій, описані в працях Л. Д. Троцького та інших лідерів Лівої опозиції в 1920-ті - 1930-ті роки та представниками Міжнародної лівої опозиції і Четвертого інтернаціоналу.
Какістократія - це суспільство, яким керують ідіоти. Найменш кваліфіковані члени суспільства відбираються і ставляться на чолі.
Плутократія - політичне панування багатіїв, за якого державна влада служить інтересам багатої верхівки панівного класу за повного безправ'я трудящих.
Лібертаріанство (англ. libertarianism; від лат. libertas - "свобода") - сукупність політичних філософій і рухів, що підтримують свободу як основний принцип. Представники лібертаріанства прагнуть максимізувати політичну свободу й автономію, наголошуючи на свободі вибору, добровільному об'єднанні та індивідуальному судженні. Вони поділяють скептицизм щодо державної влади, але розходяться в масштабах своєї опозиції щодо наявних економічних і політичних систем. Різні школи лібертаріанської думки пропонують різні погляди щодо законних функцій державної та приватної влади, часто закликаючи до обмеження або розпуску примусових соціальних інститутів.
Соціальний лібералізм (соціал-лібералізм) - різновид лібералізму, що виступає (на відміну від класичного лібералізму) за державне регулювання економіки та втручання в економічні процеси. Ліволібера́ли (ліві лібера́ли) в політичному спектрі зазвичай перебувають правіше соціал-демократії.
Націонал-лібералізм - різновид правого лібералізму, що дотримується націоналістичних позицій з питань міграції, громадянства, міжнародних відносин і торгівлі. Основні постулати націонал-лібералізму сформувалися ще в XIX столітті, коли в європейському політичному житті консервативні ліберали витісняли монархістів. Націонал-лібералізм можна розглядати як різновид громадянського націоналізму і націонал-демократії, в якому, як правило, правий лібералізм поєднується з анти-консервативним націоналізмом помірного спрямування.
Ринковий соціалізм - форма соціалізму; економічна система, або ж теорія про неї, в якій поєднуються як державні планові органи (див. планова економіка), так і державний капіталізм або державно-монополістичний капіталізм: конкурентний ринок для функціонування економіки.
Ісламізм (араб. الإسلام السياسي - політичний іслам) - релігійно-політична ідеологія та практична діяльність, спрямовані на створення умов, за яких будь-які суперечності всередині суспільства і держави, де є мусульманське населення, а також міждержавні відносини за їхньою участю вирішуватимуться на основі норм шаріату.
Панісламізм (давньогрецьк. pan - "усе" та араб. إسلام - "іслам") - релігійно-політична ідеологія, в основі якої лежать уявлення: про духовну єдність мусульман усього світу незалежно від соціальної, національної або державної приналежності; та про необхідність їхнього політичного об'єднання під владою вищого духовного глави (халіфа).
Тітоїзм (сербохорв. Titoizam / Тітоізам, серб. , чорног. і макед. Тітоізам, босн. і хорв. Titoizam, словен. Titoizem) - комуністична ідеологія, що носить ім'я лідера Югославії Йосипа Броза Тіто. Цей термін позначає специфічну ідеологію, що виникла у ФНРЮ в результаті розбіжностей між Тіто і Сталіним. Розкол виразився у відкиданні Резолюції Інформбюро з боку Комуністичної партії Югославії 1948 року. Спочатку термін вживався в негативному ключі політичними супротивниками Тіто, перш за все, просталінськими комуністами. Нині в колишніх югославських республіках титоїзм розглядається як різновид тоталітаризму.
Агоризм (від ін.-грец. ἀγορά - "Торгова площа, ринок") - політична філософія, започаткована Семюелем Едвардом Конкіном III і розроблена за участю Дж. Ніла Шульмана. Агоризм має своєю кінцевою метою досягнення суспільства вільного ринку, в якому всі відносини між людьми будуються на добровільному обміні. Термін походить від грецького слова "агора", що означало площу для зборів і ринок у давньогрецьких містах-державах. Ідеологічно ця філософія являє собою революційний тип ринкового анархізму. Дж. Шульман інтегрував ідею "контрекономіки" і лібертаріанську філософію С. Конкіна, яка виступає за відносини "чорного ринку" (black market), що бойкотує податкові виплати державі. Агористи стверджують, що ці відносини зможуть не тільки допомогти захистити приватну власність і свободу від держави, а й призведуть до того, що приватна ініціатива стане достатньо сильною для знищення держави.
Волюнтаризм (від англ. voluntary - добровільний) - це політична позиція, згідно з якою всі форми людського об'єднання мають бути добровільними настільки, наскільки це можливо. Як наслідок, волюнтаризм виступає проти ініціювання будь-якого агресивного насильства чи примусу, що закладено в принципі ненападу. "Ініціювання" в цьому контексті вживається для позначення того, що волюнтаристи не виступають проти самооборони. Волюнтаризм є формою ринкового анархізму.
Квір-анархізм (англ. Queer anarchism) - політична ідеологія, що ґрунтується на анархізмі та виступає за "соціальну революцію", скасування ієрархій і проти дискримінації за статевою та гендерною ознаками, зокрема й ЛГБТ. Квір-анархізм зародився в другій половині XX століття серед анархістів, які брали участь у визвольному русі геїв, які розглядали анархізм як шлях до гармонії між гетеросексуалами і ЛГБТ.
Критархія, критокра́тія (др.-грец. κριτής [kritēs] "суддя" + ἀρχή [arkhē] або κράτος [kratos] "влада") - соціальна система, заснована на владі судів (שופטים [шофтім]).
Антинаталізм (від грец. ἀντί - "проти", лат. nātālis - "народження") - діапазон філософських та етичних позицій, які негативно оцінюють виникнення нового життя і вважають розмноження неетичним у тих чи інших групах випадків (зокрема в групі "всі випадки"). Поняття антинаталізму як діапазону філософсько-етичних позицій слід відрізняти від поняття антинаталізму в демографії (де тим самим словом позначають практичні розв'язання проблем перенаселення) і політики обмеження народжуваності. Також слід відрізняти антинаталізм від особистого вибору бездітності (особливо в деяких екологічних ініціативах).
Євразійство - спочатку ідейно-світоглядний, потім також громадсько-політичний рух, що виник у середовищі російської еміграції 1920-1930-х років, для якого центральною є історіософська та культурологічна концепція Росії-Євразії як самобутньої цивілізації, що об'єднала елементи Сходу й Заходу, самостійного географічного та історичного світу, розташованого між Європою й Азією, але такого, що відрізняється від обох у геополітичному та культурному аспектах.
Ф'юженізм - в американській політиці ф'юженізм - це філософське і політичне поєднання або "злиття" традиціоналістського і соціального консерватизму з політичним та економічним праволібертаріанством. Ця філософія найтісніше пов'язана з Френком Мейєром.
Інтернацизм - як доктрина відрізняється від інтернаціоналізму тим, що стосовно етносу, який є метою інтернацистських практик, знімають заборони на біологізацію його культури і на негативне порівняння з іншими етносами. Інтернацистські практики містять заходи, спрямовані на утиск деякого етносу через постановку його в принижене, підлегле становище як до інших етнічних, так і до соціальних груп.